# Philippe Barbarin
Philippe Xavier Ignace Barbarin (Rabat, 1950. október 17. –) francia római katolikus pap, a Lyoni főegyházmegye nyugalmazott érseke, bíboros. 2017-ben vádat emeltek ellene, majd 2019-ben elítélték, mert nem jelentette egy pap által elkövetett szexuális visszaéléseket, és hat hónap felfüggesztett börtönbüntetést kapott. 2019. június 24-én Barbarin elvesztette a Lyoni főegyházmegye vezetői státuszát, bár az érseki címet megtartotta. 2020. január 30-án fellebbezéssel hatályon kívül helyezték az ítéletét, de Ferenc pápa 2020. március 6-án elfogadta lemondását az lyoni érseki címről.

## Életrajz

### A kezdetek
Philippe Barbarin 1950-ben született Rabatban, Francia Marokkóban, akkori francia protektorátusban, nagy családban, hat nővérrel, akik közül kettő apáca, és négy fiútestvérrel. Barbarin a Saint-Maur-i állami Lyceé Marcellin Berthelot-ban, majd Párizsban a katolikus Collège des Francs-Bourgeois-ban tanult, ahol bakkalaureátust szerzett. Filozófiát tanult a párizsi Nagyszemináriumban, az Összehasonlító Filozófiai Intézetben és a Sorbonne-on, amit egy időre megszakított a katonai szolgálat. 1973-ban belépett az Institut Catholique de Parisba, ahol teológiai bakkalaureátus fokozatot szerzett. 1977. december 17-én szentelte pappá Robert de Provenchères, a Créteil-i egyházmegye püspöke.
Barbarin különböző lelkipásztori feladatokat látott el Franciaországban egészen 1994-ig, amikor is teológiát tanított a Fianarantsoai főegyházmegyében, Madagaszkáron.

### Püspöki pályafutása
1998. október 1-én II. János Pál pápa kinevezte a Moulins-i egyházmegye püspökévé, majd november 22-én püspökké szentelte Philibert Randriambololona fianarantsoa-i jezsuita érsek, André Quélen és Daniel Labille püspökökkel együtt. 2002. július 16-án kinevezték a Lyoni főegyházmegye érsekévé. 2003. október 21-i konzisztóriumon bíborossá kreálták és címtemplomául a római Trinità dei Monti templomot jelölték ki. 2003. november 24-én az Istentiszteleti és Szentségi Fegyelmi Kongregáció, valamint a Megszentelt Élet Intézményeinek és az Apostoli Élet Társaságai Kongregáció tagjává nevezték ki. Egyike volt azoknak a választó bíborosoknak, akik részt vettek a 2005-ös konklávén, amely XVI. Benedek pápát választotta és a 2013-as konklávén, amely Ferenc pápát választotta.
Anyanyelvén, a francián kívül Barbarin beszél olaszul, angolul, spanyolul, németül és malgas nyelven is.

### Tevékenységek
2010-ben Barbarin létrehozott egy programot az egyházmegyei szemináriumban, hogy felkészítsen a papságra minden olyan frankofón jelöltet, aki annak a hagyománynak megfelelően, amelyben nevelkedett, az 1962-es Római Misekönyv szerinti misét kíván ünnepelni.
2012 novemberében, amikor Franciaország az azonos neműek házasságának legalizálására készül, azt mondta az Osservatore Romanonak: „Mindenki tudja, hogy a házasság egy férfi és egy nő szövetsége. A 21. század parlamentjei ezt nem tudják megváltoztatni... Én és sok más pap párbeszédet folytatunk számos homoszexuális emberrel. Tudják, hogy szeretik őket, és hogy mindig szívesen látják őket. Emlékeztetném őket azonban arra, hogy Isten vigyáz rájuk, és mindenkinek azt mondja: »Értékesek vagytok a szememben.« Remélem, hogy mindenki meghallja Krisztus hívását, és segítséget kap a viszonzáshoz.”
2015 júliusában a Rhône-Alpes régió püspökei élén felszólította a reimsi kórházat, hogy tartsa életben a hét éve kómában fekvő Vincent Lambert életfenntartó rendszerét.
„Az iszlám-keresztény párbeszéd élharcosa volt.” 2013-ban a lyoni imám kíséretében ellátogatott az algériai Tibhirine faluba, ahol 1996-ban néhány trappista szerzetest meggyilkoltak. 2014 júliusában Moszulban és Erbilben, valamint más iraki falvakban, valamint a kitelepített keresztények menekülttáboraiban tett látogatást.

### Egészség
Barbarin kettős szívrohamot szenvedett egy Lyonból a 2013-as Rio de Janeiro-i ifjúsági világtalálkozóra tartó repülőúton. A francia guyanai Cayenne kórházába szállították, ahol koszorúér-angiográfiát végeztek rajta. Átszállították Fort-de-France-ba, Martinique-ra, ahol 2013. július 23-án hármas bypass-műtéten esett át.

### A szexuális visszaélések kezelése
Barbarin és előtte több, ma már elhunyt lyoni érsek sem jelentette a polgári hatóságoknak a Bernard Preynat pap által 1986 és 1991 között cserkészkirándulások során elkövetett szexuális visszaéléseket. Az ilyen bűncselekmények rendőrségen történő bejelentésének elmulasztása a francia törvények szerint önmagában bűncselekménynek minősül. Barbarin, négy beosztottja és Gerhard Ludwig Müller bíboros, a vatikáni Hittani Kongregáció prefektusa, alperesek voltak a Preynat által bántalmazott egykori cserkészek által indított perben. Egy bíró előzetes vizsgálatot folytatott le. 2016. augusztus 1-jén a vádló ügyész nagyrészt az elévüléssel kapcsolatos aggályokra hivatkozva ejtette az ügyet. Barbarin és hat másik pap ellen azonban 2017-ben vádat emeltek, mert nem jelentették az eseteket a polgári hatóságoknak. A per 2018. április 4-én kezdődött volna, de elhalasztották.
Charlotte Trabut ügyész bejelentette, hogy nem emel vádat, mert egyes vádak elévültek, és nem volt elegendő bizonyíték az elítéléshez. Az áldozatok hivatkoztak feljelentési jogukra, és Barbarin tárgyalása 2019. január 7-én elkezdődött. Öt papot vádoltak azzal, hogy segítettek Barbarinnak az eltussolásban, és társvádlottak voltak. A tárgyalás január 10-én ért véget, március 7-én pedig Barbarint bűnösnek találták, és hat hónap felfüggesztett börtönbüntetést kapott. Társait felmentették, Barbarin ügyvédje közölte, hogy ügyfele fellebbezni fog az ítélet ellen. Barbarin azt mondta, hogy szándékában áll találkozni Ferenc pápával, és lemondani lyoni érseki tisztségéről. Barbarin állítólag azt tervezte, hogy lemond „a főegyházmegye érsekében”, függetlenül attól, hogy mi lesz az ítélet.

### Tárgyalás utáni állapot
Barbarin 2019. március 18-án személyesen nyújtotta be lemondását Ferenc pápának. Ferenc pápa „az ártatlanság vélelmére hivatkozva” elutasította a lemondást, és arra kérte Barbarint, hogy tegye meg, amit megfelelőnek tart. Barbarin március 19-én bejelentette, hogy Yves Baumgarten, a főegyházmegye általános helynöke ideiglenesen helyettesíti őt.
2019. június 24-én Ferenc pápa Michel Dubostot, Évry-Corbeil-Essonnes-i egyházmegye nyugalmazott püspökét nevezte ki a főegyházmegye sede plena apostoli kormányzójává, ami azt jelentette, hogy Dubost a főegyházmegye ügyei felett rendelkezett, míg Barbarin megtartotta érseki címét. Barbarin elítélését 2020. január 30-án fellebbezés útján hatályon kívül helyezték. A fellebbviteli bíróság elfogadta Barbarin érvelését, miszerint a törvény nem kötelezte arra, hogy jelentse a hatóságoknak a vádakat, mivel akkor értesült róluk, amikor Preynat áldozatai már felnőttek voltak, és nem beszélte le őket arról, hogy közvetlenül a rendőrségnek tegyék meg a vádakat. Barbarin azt mondta, hogy tervezi a találkozást Ferenc pápával, hogy újra benyújtsa lemondását.
Ferenc pápa 2020. március 6-án elfogadta lemondását. 2020. március 16-án Preynatot elítélték cserkészek szexuális zaklatásáért, és öt év börtönbüntetést kapott.

## A populáris kultúrában
Barbarint François Marthouret játszotta az Isten kegyelméből című francia filmben, amely a Lyoni főegyházmegyét érintő szexuális visszaélési botrányt mutatta be.

## Címer
|  | Jelmondat: QU'ILS SOIENT UN Egyek legyenek |